# Bullard (Texas)
Pour les articles homonymes, voir Bullard.
Bullard est une ville située en limite des comtés de Cherokee et de Smith, au Texas, aux États-Unis,.

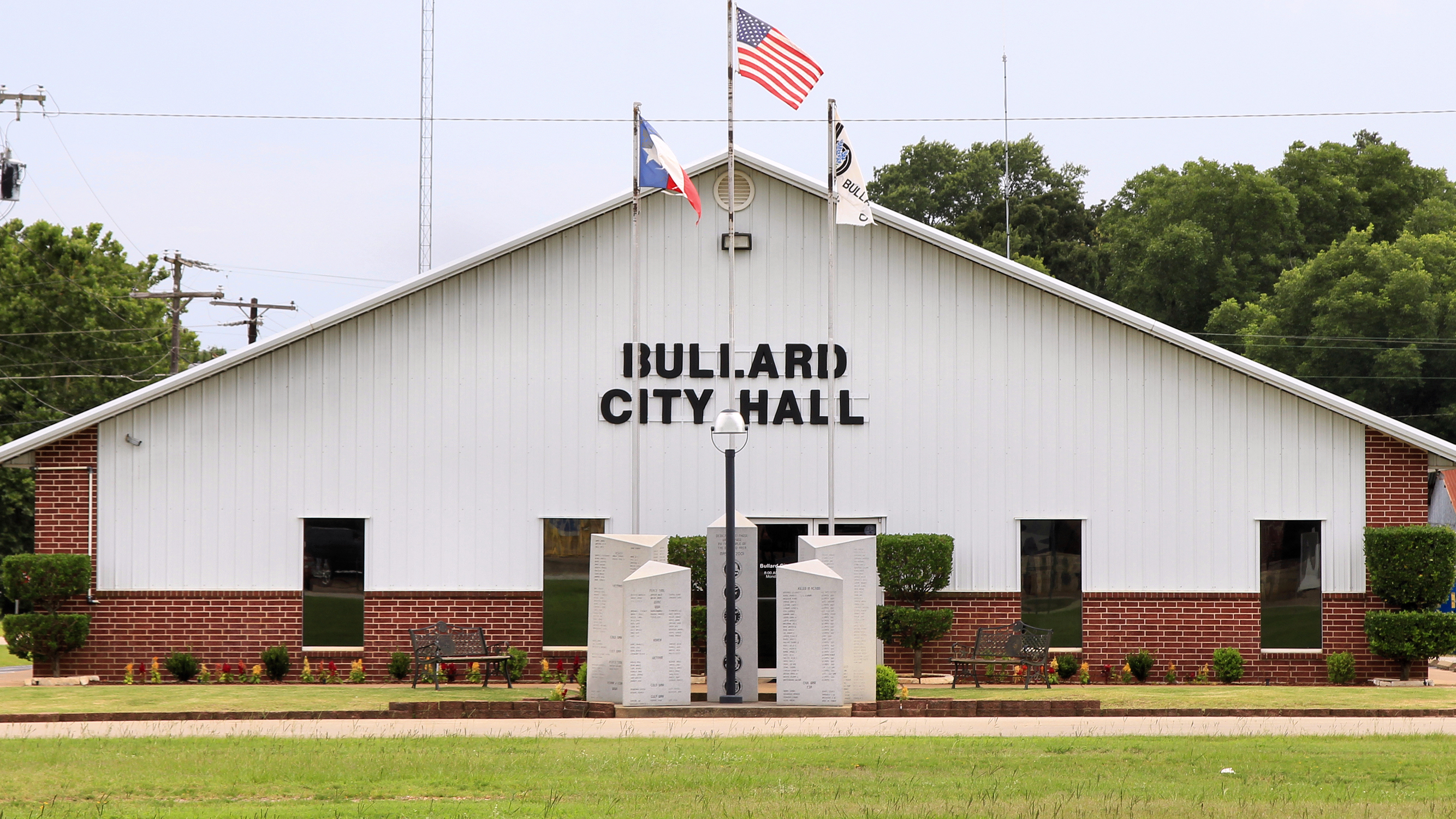
La mairie de Bullard

## Démographie
Lors du recensement de 2010, la ville comptait une population de 2 463 habitants. Elle est estimée, en 2016, à 3 051 habitants.

### Source de la traduction
- (en) Cet article est partiellement ou en totalité issu de l’article de Wikipédia en anglais intitulé « Bullard, Texas » (voir la liste des auteurs).